# Phare de Pass Manchac
Le phare de Pass Manchac (en anglais : Pass Manchac Light), était un phare situé à l'entrée du chenal  de Manchac qui relie le lac Pontchartrain au Lac Maurepas dans la paroisse de Tangipahoa en Louisiane.
La quatrième et dernière tour de ce site particulier a été construite en 1857 et fut en service pendant 130 ans. Les trois premières tours avaient été construits en 1838, 1842 et 1846 et ont dû être remplacées dans tous les cas en raison d’une construction médiocre et/ou de l’empiétement des eaux du lac.
Il est inscrit au Registre national des lieux historiques depuis le 9 juillet 1986 (supprimé le 31 janvier 2019) sous le n° 86001554.

## Histoire
Le phare de 1857, une tour cylindrique en briques avec une maison attenante, a été endommagé pendant la guerre de Sécession et les tempêtes tropicales de 1888, 1890, 1915, 1926 et 1931. La station a été automatisée en 1941 et la maison du gardien a été supprimée en 1952 quand le phare s'est retrouvé totalement dans l'eau.
Le phare a été remplacé de manière fonctionnelle en 1987 par l'United States Coast Guard, qui a établi une tourelle à claire-voie sur le côté sud de l’entrée du chenal.
Le 28 août 2012, l'ouragan Isaac a frappé la Louisiane, détruisant le phare. Il a été retiré du registre national en janvier 2019.
Cependant, depuis février 2008, sa salle de lanterne qui avait été retirée de la tour en 2002 pour être restaurée, est située au musée maritime du bassin du lac Pontchartrain , à Madisonville, en Louisiane.
Identifiant : ARLHS : USA-582 .

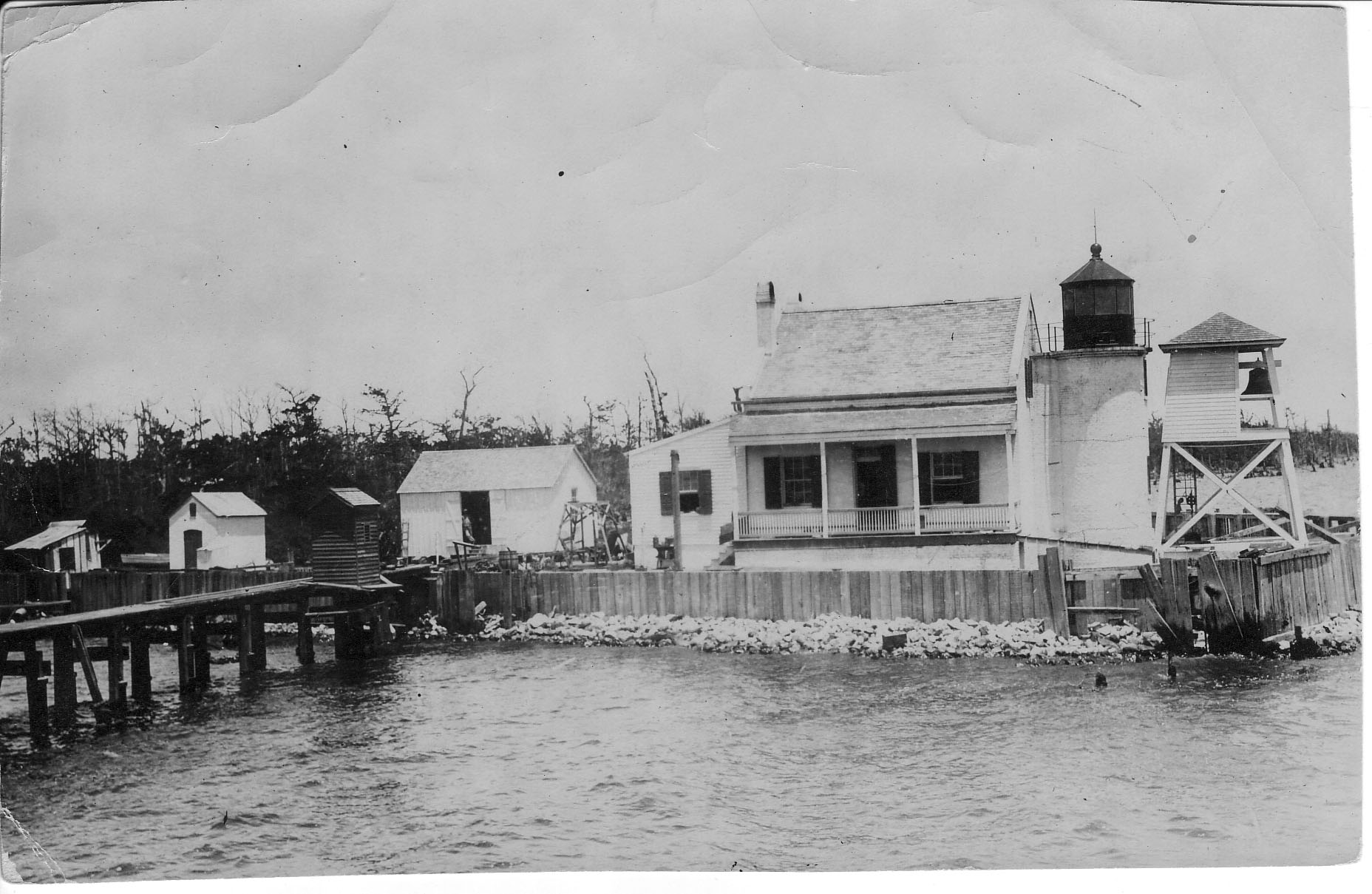
Le phare en 1918
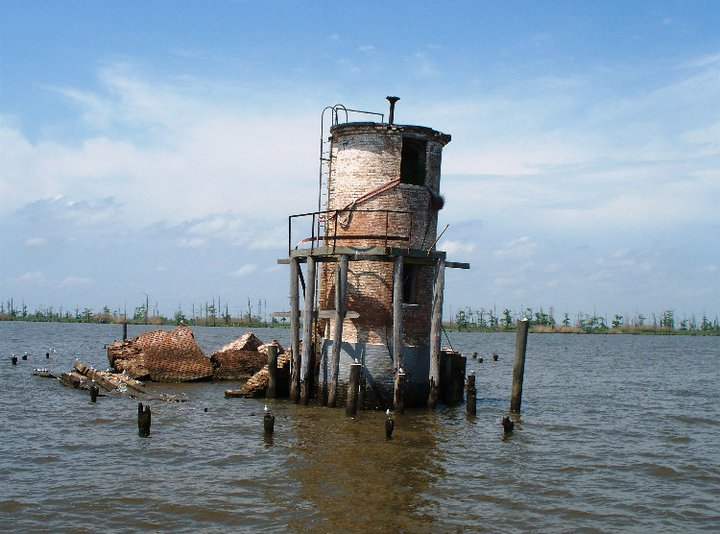
Le Phare en 2011 après l'ouragan Issac

### Lien connexe
- Liste des phares de la Louisiane